# Al Silverman
Elwyn Harmon Silverman (12 de abril de 1926 – 10 de marzo del 2019), conocido como Al Silverman, fue un connotado cronista deportivo, autor de 10 libros y numerosos ensayos publicados, entre otras publicaciones, en Playboy, Saga, y Sport magazine. Entre sus publicaciones se encuentran I Am Third, escrita con Gale Sayers, que fue adaptada para la película de televisión de 1971 Brian's Song.
Además de escribir, Silverman también trabajó como editor en jefe y editor. Fue editor de Sport Magazine entre 1951 y 1963 y fue CEO y presidente del directorio del Book of the Month Club entre 1972 y 1988. Mas recientemente, Silverman trabajó como editor en Viking Press entre 1989 y 1997.

## Matrimonio
Silverman estuvo casado con Rosa Silverman, una escultora de cerámica.